# Alfonso Portillo
Alfonso Antonio Portillo Cabrera (Zacapa, 24 de septiembre de 1951) es un empresario y político guatemalteco que se desempeñó como presidente de Guatemala entre el 14 de enero de 2000 hasta el 14 de enero de 2004. 
Durante su gobierno, Portillo atacó el «régimen de privilegios» del poder económico formal en Guatemala luego de la firma de los Acuerdo de Paz de 1996 ―principalmente los de los productores de azúcar, pollo, cemento y cerveza―, pero su legitimidad como presidente fue minada por la reputación internacional del líder de su partido político, el general Efraín Ríos Montt ―a quien se comparaba con el general chileno Augusto Pinochet― y la existencia de un Estado estructuralmente corrupto e ineficiente en Guatemala que se agravó con su gobierno.
Al final de su mandato, tenía una fuerte oposición en su contra incluyendo los medios de comunicación masiva y en los grupos de la sociedad civil en Guatemala. No pudo asumir como diputado del Parlamento Centroamericano ―cargo que le correspondía como expresidente de Guatemala― y huyó a México desde donde posteriormente fue deportado a Guatemala ante la solicitud de la justicia; en 2013 fue extraditado a los Estados Unidos acusado de peculado por la justicia estadounidense, luego de estar preso preventivamente en una base militar en Guatemala por varios años. Portillo se declaró culpable ante los tribunales estadounidense en marzo de 2014, logrando así que su pena de prisión fuera muy reducida, además de que el tiempo que ya había estado prisionero en Guatemala le fue acreditada.
Regresó a Guatemala a finales de febrero de 2015 y anunció que, aunque no iba a participar en cargos de elección, sí iba a trabajar para «ayudar» a su país. No obstante, en mayo de 2015 se hizo público que participaría como candidato a diputado por el listado nacional del partido Todos en las elecciones generales del 6 de septiembre de 2015, aunque el 13 de julio del mismo año el registro de ciudadanos del TSE le denegó la inscripción como candidato argumentando el artículo 113 de la Constitución de la República. Aun así siguió siendo imagen del partido y haciendo propaganda al partido creado por Roberto Alejos y liderado por Felipe Alejos.

## Biografía
Nació en Zacapa, departamento del oriente del país, en el seno de una familia de clase media. Se mudó a México a los 19 años donde realizó sus estudios universitarios en la Universidad Autónoma de Guerrero. Recibió su formación universitaria en México, licenciándose primero en Ciencias Jurídicas y Sociales por la Universidad Autónoma de Guerrero (UAG) y luego doctorándose en Ciencias Económicas por la Universidad Nacional Autónoma de México (UNAM).
El 23 de agosto de 1982 en Chilpancingo, estado de Guerrero en México, Portillo mató a balazos a Gustavo Cabrera Encarnación y Arturo Visoso, ambos estudiantes de la Universidad Autónoma de Guerrero en un incidente ocurrido al finalizar un baile. Portillo desenfundó su pistola, la accionó varias veces, y Cabrera y Visoso cayeron muertos al instante. Portillo huyó de la justicia mexicana, primero a la Ciudad de México y luego hacia Guatemala.
Según el Artículo 308 del Código Penal Federal Mexicano, el homicidio por riña es penado hasta con ocho años de prisión, aunque indica que la fijación de penas depende de quién fue el provocado y quién el provocador, así como la mayor o menor importancia de la provocación. Por otra parte el Artículo 101 de dicho código penal indica que la prescripción del delito es personal y basta para ella el transcurso de la ley, pero advierte que los plazos para la prescripción se duplicarán para quienes se encuentren fuera de México; por su parte, el Artículo 105 del mismo código indica que la acción penal prescribe en un plazo igual al término medio aritmético de la pena privativa de la libertad que señala la ley para el delito de que se trate. De acuerdo a esto, al haber escapado a Guatemala, Portillo habría duplicado el tiempo de prescripción para su delito, extendiéndolo de un máximo posible de dieciséis a treinta y dos años y de un mínimo de ocho a dieciséis años, ya que se le imputaron ambos asesinatos.[cita requerida]
Sin embargo, el 15 de agosto de 1995, el juez primero de primera instancia del ramo penal del Distrito Judicial de Bravo, declaró prescrita la acción penal contra Portillo, a los trece años de cometidos los asesinatos contra los estudiantes por lo que se sospecha de tráfico de compra-venta de influencias para lograr que se levantada su persecución judicial.[cita requerida]

## Carrera política

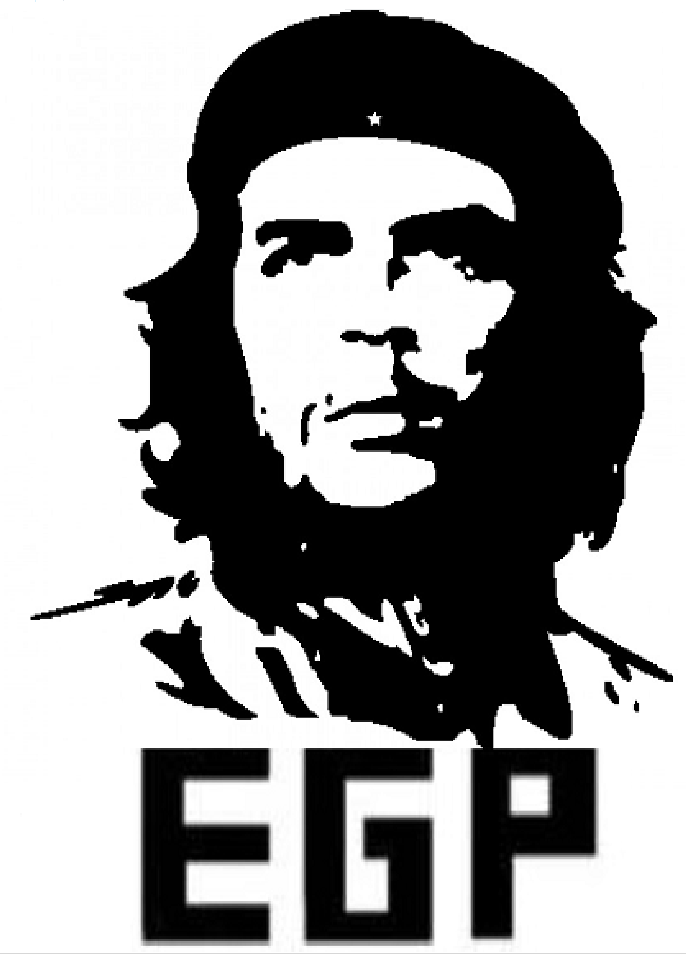
Logo usado por el Ejército Guerrillero de los Pobres, grupo al que perteneció Portillo

Fue miembro del desaparecido Ejército Guerrillero de los Pobres, una de las cuatro organizaciones integrantes de la guerrilla izquierdista de Guatemala, hasta que en 1989 retornó al país. Inició su vida política afiliándose al Partido Socialista Democrático (PSD), más adelante en 1989 se incorporó al partido Democracia Cristiana Guatemalteca (DCG), del cual llegó a ser secretario general y electo diputado en 1994. En el año 1995 se retira del partido Democracia Cristiana Guatemalteca y un tiempo después se integra al partido de derecha Frente Republicano Guatemalteco fundado por el general retirado Efraín Ríos Montt, partido originalmente pensado para apoyar las aspiraciones presidenciales de Ríos Montt. Esto hace posible la candidatura de Portillo, quien pierde las elecciones de 1995 contra Álvaro Arzú Irigoyen. En 1999 Alfonso Portillo vuelve a postularse, esta vez obteniendo una amplia victoria, sobre el candidato del oficialismo Óscar Berger, tomando posesión en enero de 2000.

## Presidencia (2000-2004)
Asumió la presidencia el 14 de enero de 2000. Durante el acto de toma de posesión fue investido por Efraín Ríos Montt, quien entonces era presidente del Congreso de Guatemala, y en sus primeros discursos habló de la terrible situación en que se encontraba el país, y de su intención de investigar y aclarar la situación financiera de Guatemala. Propuso además a los otros partidos políticos, principalmente al opositor partido de izquierda, Alianza Nueva Nación (ANN), a un pacto de gobernabilidad en el que él pudiera cumplir con su plan ejecutivo.

### Aciertos y popularidad
Dentro de los logros de su gobierno se encuentran los subsidios para la construcción de viviendas populares y el impulso a la Reforma Educativa y a la capacitación docente. Durante su gobierno hubo control de la canasta básica, mejora de los salarios, y se creó la tarifa social en la energía eléctrica; todos estos factores hicieron que el presidente Portillo fuera muy popular entre las capas bajas de la población guatemalteca, que componen más del setenta por ciento de la población del país. Asimismo, su discurso tuvo muchos elementos de lucha de clases ya que partía de una posición que favorecía a los pobres, los excluidos, los desposeídos, a la vez que se planteaba un claro enfrentamiento contra los empresarios, contra los monopolios en el país, contra todos los privilegios que tiene ese sector económico; esto lo acercó a la izquierda, a las demandas y necesidades de los sectores populares, predominantes en las áreas rurales del país.

### Economía
A lo largo de 2001, las movilizaciones de diversos colectivos populares en protesta por el incumplimiento de las promesas electorales en el terreno social y la subida a finales de julio del Impuesto al Valor Agregado (IVA) del 10 al 12 %, alza de tributo indirecto que fue la única reforma fiscal destacada en el cuatrienio, aunque no modificó la carga impositiva sobre las rentas ni incrementó la lucha contra la evasión y el fraude. Eso sí, ya en ese año los escándalos y polémicas envolvían al Gobierno y el FRG, acusados por doquier de estar llevando a las instituciones del Estado a un nivel de corrupción sin precedentes; por otra parte, la consolidación de bolsas de hambruna en las áreas más deprimidas del país.

#### Quiebra de los bancos gemelos
En 2000, con el inicio del Gobierno del FRG empezó a mencionarse en Guatemala el nombre de Francisco José Alvarado MacDonald, conocido también como don Paco, o «El Ingeniero», quien era un empresario y banquero y que, de acuerdo a informaciones de la época, fue el principal financista de la campaña presidencial de Portillo. Sus principales empresas eran dos bancos: el Banco Metropolitano y el Banco Promotor; los bancos gemelos, como también se les llamaba. Cuando Portillo ganó la presidencia, Alvarado MacDonald le dio en préstamo una amplia casa en una zona lujosa de la capital guatemalteca. Según informó la prensa en esa oportunidad, antes de ganar la Presidencia, Portillo había sido el asesor que manejaba las relaciones públicas, institucionales y políticas de las múltiples empresas de Alvarado MacDonald, especialmente las de los bancos gemelos.
Según se supo en la prensa, a principios de los 90, el banquero conoció al expresidente Portillo y desde entonces cultivaron una entrañable amistad; en 1995, Alvarado gastó más de tres millones de dólares en la campaña presidencial de Portillo, según reportes extraoficiales.
Al tomar el poder, Portillo nombró a dos hijos de Alvarado MacDonald en puestos claves:
- José Francisco Alvarado: gerente de la Presidencia de la República, al mismo tiempo que era miembro del Consejo de Administración del Banco Metropolitano y tesorero de una empresa que vende autos europeos de lujo; también coordinaba la Comisión Multisectorial del Transporte, donde el Gobierno manejaba todos los asuntos de los autobuseros, muchos de los cuales son clientes de esa compañía que representa una marca de automotores.
- Alfredo Alvarado: Secretario de Asuntos Particulares de la Presidencia, y también era miembro del Consejo de Administración del otro banco, El Promotor.[13]

Portillo también aceptó que un auto que utilizada era propiedad del banquero.
En enero de 2001, Portillo ordenó a la Junta Monetaria que le inyectase ciento diez millones de dólares a los bancos gemelos para que no se desencajaran; pero el 1.º de marzo de 2001, la Junta Monetaria ordenó la intervención de los bancos gemelos, por irregularidades administrativas. El Estado inyectó más de doscientos millones de dólares a los bancos para garantizar los ahorros de los cuentahabientes; meses después, el Banco de Guatemala reconoció que ese dinero, prácticamente, estaba perdido.

#### Enfrentamiento con el sector empresarial
Portillo se convirtió en el gobernante más detestado para el poder económico formal de Guatemala en el siglo xxi ya que se enfrentó directamente a dicho grupo y de una manera que reflejaba más bien una satisfacción propia que un objetivo político. Por ejemplo, Portillo hizo abrir los contingentes de importación de carne de pollo, de harina, de azúcar y de otros productos para combatir el alza a productos de consumo básico, los cuales eran controlados por grupos monopólicos en Guatemala. Además de los discursos desafiantes que pronunciaba y que le granjeaban enemistades con los empresarios guatemaltecos, al debilitar el combate al narcotráfico y mostrarse hosco frente a representantes diplomáticos de Estados Unidos a cultivó una animadversión que más temprano que tarde se volvió en contra suya.[cita requerida]
Los monopolios que Portillo enfrentó fueron:
- Cerveza: la cerveza representaba el 1.7 % del producto nacional bruto en Guatemala[15] y hasta 2002 era monopolio de la Cervecería Centroamericana, que tenía más de un siglo de existencia. En 2003, el Gobierno de Portillo permitió la entrada en el mercado de la Cervecería Río  (Hoy AMBEV Centroamérica), subsidiaria de la compañía brasileña AMBEV en una alianza con Embotelladora la Mariposa, y permitió el inicio de operaciones de la Distribuidora de Bebidas del Norte, que estaba asociada con las cervecerías Cuauhtémoc Moctezuma de México y Heineken International de Países Bajos, que lanzó la cerveza Norteña e importa la cerveza «Tecate».[16] La cerveza «Brahva» entró al mercado con un precio un 30 % menor al de la cerveza Gallo y en año medio logró capturar el 30 % del mercado.[16]
- Cemento: el cemento en Guatemala había sido producido en Guatemala por el monopolio de Cementos Novela, S.A. desde 1899, que cambió su nombre a Cementos Progreso en la década de 1970 y era el mayor productor de cemento en Centroamérica en 2003.[17] Este monopolio fue roto cuando el Gobierno de Portillo autorizó la importancia de cemento Cruz Azul.[1]
- Pollo: para detener los constantes e injustificados aumentos del pollo, provocados por el monopolio de la familia Gutiérrez, Alfonso Portillo permitió la importación del Pollo Tyson y Hudson de Estados Unidos. El pollo estadounidense resultaba más barato para el consumidor que el pollo producido en Guatemala a pesar de que era producido con mano de obra más cara y transportado desde una gran distancia en camiones refrigerados.[1] En el año 2000, primer año de Gobierno de Portillo, se importó pollo por un monto de veintiún millones de dólares, en tanto que para 2004, su último año de Gobierno, la cifra se incrementó a treinta y ocho millones de dólares.[18] A pesar de que el arancel establecido para la importación del pollo era del 15 % sobre el valor las importanciones continuaban aumentando.[18]
- Azúcar: a pesar de que el azúcar era el principal producto de exportación de Guatemala y de que Guatemala era el quinto productor a nivel mundial en ese momento, la rentabilidad del azúcar en el mercado interno era significativamente mayor que la de exportación debido a precios más altos y protección de las importaciones.[19] Los azucareros tenían un enorme poder político y consiguió que el mercado interno estuviera protegido con un arancel ad valorem del 20 %.[19] Los productores de azúcar estaban asociados en la Asociación de Azucareros de Guatemala (ASAZGUA), cuya función era determinar las cuotas de azúcar para la exportación y la fijación de los precios en el territorio guatemalteco.[19] El Gobierno de Portillo autorizó importó azúcar de Cuba y Brasil a menor precio que la producida en Guatemala por los ingenios de la familia Herrera descendientes del expresidente Carlos Herrera y Luna―[1] y los ingenios miembros de ASAZGUA. Hacia el final de su gestión, Portillo reconoció sin ambages sus fracasos en la reforma fiscal; ahora bien, achacó el fiasco tributario al «boicot» del CACIF, que presentó numerosos recursos legales que dejaron en suspenso la aplicación de varios impuestos, y descargó denuestos en particular contra los productores azucareros por encarecer el precio de este producto básico y encima oponerse a las importaciones extra de azúcar sin arancel aduanero decididas por el Gobierno para proteger al consumidor. Dando relieve a sus enfrentamientos con el sector privado, Portillo sentenció que «estar en contra de la oligarquía tuvo un costo político».[6]

### Justicia

#### Resarcimiento a víctimas de la guerra civil
Portillo leyó las conclusiones de una investigación de la Comisión Presidencial de Derechos Humanos (COPREDEH), establecida en julio de 1991 por el entonces presidente Jorge Serrano Elías, y en la que admitió la responsabilidad del Estrado concretamente en dos masacres cometidas por el Ejército en 1982, rigiendo a la sazón el Gobierno de facto de Efraín Ríos Montt: la de las villas Plan de Sánchez, en el departamento central de Baja Verapaz, y Dos Erres, en Petén, al norte, donde fueron asesinados a quemarropa noventa y dos civiles respectivamente, así como en ocho crímenes políticos producidos hasta 1990. Portillo prometió compensar a los familiares de las víctimas y buscar el procesamiento de los culpables, aunque no especificó las medidas que iba a tomar el Gobierno. Las promesas de resarcimiento a las víctimas de la violencia estatal o paraestatal reconocida por la COPREDEH fueron cumplidas parcialmente por Portillo: pago cerca de 8 millones de dólares a las familias de los asesinados en Dos Erres aunque no hubo justicia penal.

#### Conexión Panamá
En julio de 2001, un sobre fue entregado en forma anónima de parte de un abogado en un seminario de ética periodística en Washington D. C. (Estados Unidos) En el sobre había un documento que contenía una lista de sociedades anónimas y bancos en que se abrirían las cuentas bancarias. En el listado aparecían varios nombres y sobrenombres escritos a mano a la par de los nombres de las entidades bancarias:
- «Julio»: Julio Girón (secretario privado de la Presidencia).
- «Paco»: Juan Francisco Reyes López (vicepresidente de la Nación).
- «Panky»: Juan Francisco Reyes Wyld (hijo del vicepresidente).
- «Alfonso»: Alfonso Portillo (presidente de la Nación).

Sobre la base de este documento se encontraron ocho sociedades de papel con cuentas en, al menos, cinco bancos panameños y tres bancos offshore. Todas las cuentas estaban relacionadas al presidente Portillo, a Juan Antonio Riley Paiz, cuñado del presidente, al vicepresidente Reyes y al hijo de este, así como al secretario privado de Portillo. Aparentemente, el encargado de manejar la red era César Augusto Medina Farfán, amigo del presidente.
Las investigaciones periodísticas encontraron que se abrieron cuentas en Panamá en varios bancos, a nombre de todos los investigados. En el caso del presidente Portillo, se intentó abrir, al menos, dos cuentas, pero posiblemente no se concretó debido a que el banco le pidió una copia de su pasaporte y una declaración jurada del «verdadero dueño» de la cuenta. Se supuso que los depósitos que se hicieron en las cuentas provenían del tesoro de Guatemala, pero esto nunca se pudo comprobar.
La investigación realizada se encontró con estas dificultades:
- El secreto bancario en Panamá y el velo corporativo de las sociedades anónimas.
- Una de las fuentes, bajo pesada presión, decidió retractarse, aunque los documentos obtenidos por los periodistas tenían más peso que sus solas palabras.
- Las autoridades panameñas se negaron a dar información que se solicitó sobre los viajes del avión presidencial a Panamá.
- La distancia fue otro factor, pues no se podía dar un seguimiento simultáneo. 
- Las agendas periodísticas de ambos diarios era distinta. 
- Las investigaciones judiciales que siguieron tras la publicación sufrieron todo tipo de presiones, tanto en Panamá como en Guatemala. Hubo, incluso, renuncia de varios fiscales en Guatemala, a cargo de este caso.[20]

### Desaciertos
Con la ayuda del Gobierno de Japón, se entregó fertilizante a pequeños agricultores, pero desgraciadamente, con ese proyecto surgió un foco de corrupción que buscaba beneficiar a altos funcionarios del Gobierno. El supuesto fertilizante gratuito ―por el que se cobraba en muchas ocasiones a pesar de que el Gobierno de Japón lo estaba donando― resultó ser fertilizante de pésima calidad, ya que se descubrió que tenía bajos niveles de NPK (nitrógeno, fósforo y potasio) que son los nutrientes primarios de las plantas.[cita requerida]
El Gobierno de Portillo fue criticado por la ausencia de logros tangibles en el combate de la delincuencia. El Grupo de Diálogo, formado por naciones amigas y organismos financieros internacionales, pidió mayor cumplimiento de los Acuerdos de Paz, eficiencia en el resarcimiento a las víctimas del conflicto armado y el efectivo combate a la corrupción. Además, los indígenas tuvieron poco acceso a la tierra y escasos recursos para sus programas.
En lugar de combatir la corrupción, su Gobierno es considerado por los analistas locales como «uno de los más corruptos de la Historia reciente».

#### Jornada del «Jueves Negro»
El 6 de junio de 2003 el Registro de Ciudadanos rechazó inscribir la candidatura de Ríos Montt, negativa que fue sostenida por sendos pronunciamientos del Tribunal Supremo Electoral (TSE), el 16 de junio, y de la CSJ, el 5 de julio. La Constitución de Guatemala en su artículo 186 inciso "a indica que no pueden optar a la presidencia de la República ni «el caudillo ni los jefes de un golpe de Estado, revolución armada o movimiento similar, que haya alterado el orden constitucional, ni quienes como consecuencia de tales hechos asuman la Jefatura de Gobierno»; como el general Ríos Montt había sido designado como jefe de Estado por los militares que dieron el golpe de Estado del 23 de marzo de 1982, quedaba constitucionalmente imposibilitado de acceder a la presidencia. Entonces, el damnificado reclamó ante la Corte de Constitucionalidad (CC), suprema magistratura judicial del país, la cual resolvió a su favor el 14 de julio revocando el fallo de la CSJ y ordenando el registro de la postulación, basándose en el argumento de que el golpe de Estado de 1982 no había roto el orden constitucional, porque el mismo ya estaba roto desde que los Gobiernos de Kjell Eugenio Laugerud García y Fernando Romeo Lucas García habían triunfado en las urnas por medio de flagrantes fraudes electorales.
El 18 de julio el partido opositor Unidad Nacional de la Esperanza (UNE) solicitó amparo a la CSJ en contra del fallo de la CC, a lo que aquella accedió dos días después, dejando la candidatura en suspenso. El 21 de julio, Ríos Montt, irritado, advirtió de posibles «actos de violencia» si la CSJ no le dejaba presentarse a las elecciones al tiempo que elevaba un recurso de queja a la CC.
El 24 de julio por la madrugada, simpatizantes del FRG ocuparon calles de las zonas 9 y 10, que son las áreas donde tenían sus oficinas los principales comerciantes e industriales guatemaltecos en la Ciudad de Guatemala. Con pasamontañas, al estilo zapatista, y algunos vistiendo playeras con grabados del Che Guevara, lanzaron consignas contra las élites del país y cercaron edificios de conocidos industriales guatemaltecos ―hubo incluso un grupo de manifestantes que se dirigió al edificio del Banco Reformador, en la zona 10 de la Ciudad de Guatemala, en donde tiene su sede el grupo de la familia Gutiérrez, quienes tuvieron que abandonar el lugar en helicóptero―. Los manifestantes fueron hostiles con los periodistas y exigieron la inscripción de la candidatura presidencial del general Ríos Montt; treinta y seis horas después abandonaron la ciudad sin que interviniera la policía para frenar los disturbios.
Los disturbios se agravaron por la pasividad manifiesta de la Policía Nacional Civil.[cita requerida] A las ocho horas de iniciados los disturbios, el presidente Portillo en comunicado nacional aseguró que bajo su Gobierno ninguna protesta había sido reprimida, fuese de campesinos, sindicalistas, maestros o partidos, pero ofreció sacar al ejército para controlar disturbios. Como los soldados en las calles fueron pocos y operaron solo en zonas periféricas, el presidente fue acusado de violar la ley. Al final, los disturbios fueron controlados tres horas después del segundo día de los acontecimientos.
Las reacciones de condena y de alerta ante lo que sucedía en Guatemala se extendieron afuera de Guatemala y fueron asumidas por el Gobierno de Estados Unidos, la ONU, la OEA y la Unión Europea; pero Ríos Montt obtuvo lo que quería: el 30 de julio, tras presentar un nuevo recurso de ampliación y aclaración, obtuvo de la Corte de Constitucionalidad la autorización de proceder sin demora a inscribir la candidatura.
Estas violentas protestas en la Ciudad de Guatemala, se conocieron posteriormente como «Jueves Negro» y «Viernes de Luto»; curiosamente, esta vez se interrumpió súbitamente la tradición de rechazo de la sociedad civil a que los gobernantes guatemaltecos acudieran al ejército para controlar desórdenes sociales. Muchos sectores de la sociedad criticaron a la policía por no reprimir la manifestación, no obstante que el desafío del FRG al orden público no cobró víctimas directas, ya que el único fallecimiento reportado fue el del reportero de Noti-7 y Radio Sonora Héctor Ramírez, quien falleció de un ataque al corazón mientras cubría los hechos.
Investigaciones posteriores habrían comprobado que entre los líderes de los disturbios estaban:[cita requerida]
- Juan Santa Santa Cruz (diputado del FRG).
- Julio Morales (candidato diputado por el FRG).
- Ingrid Argueta Sosa (sobrina de Ríos Montt).
- Jorge Arévalo (diputado del FRG).
- Leopoldo Cruz (diputado del FRG).
- Carlos Hernández (hijo del diputado del FRG, Carlos Hernández Rubio).
- Waleska Sánchez (secretaria de Zury Ríos, la hija del general Ríos Montt).
- Marco Antonio Polanco Paz.[cita requerida]

### Disolución del Estado Mayor Presidencial

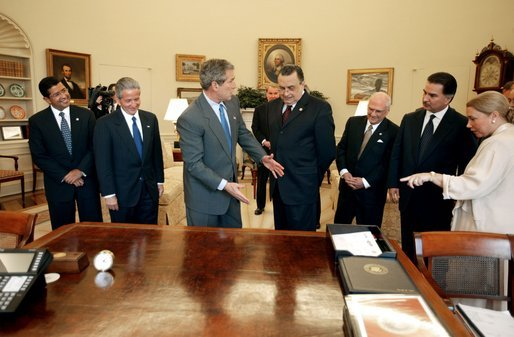
El presidente de los Estados Unidos George W. Bush le explica la historia de su escritorio en la oficina oval a los presidentes centroamericanos durante una reunión con estos en la Casa Blanca. De izquierda a derecha: Francisco Flores de El Salvador, Ricardo Maduro de Honduras, Abel Pacheco de Costa Rica, Enrique Bolaños de Nicaragua, y Alfonso Portillo de Guatemala.

Portillo terminó su presidencia reconociendo en público que se le habían quedado varios proyectos en el tintero y que atravesaba momentos «muy difíciles»; mientras que la prensa desafecta a su régimen lo acusaba de «anarquía», «incapacidad» y «desgobierno». Sin embargo, en la recta final de su mandato, Portillo acometió a toda prisa una de las tareas pendientes: la disolución del EMP: el 24 de septiembre de 2003 el Congreso aprobó una ley que abolía el Estado Mayor Presidencial (EMP) y transfería sus funciones oficiales a la Secretaría de Asuntos Administrativos y de Seguridad (SAAS), y el 29 de octubre un gozoso Portillo presidió la ceremonia de la disolución formal del cuerpo y la baja de sus quinientos integrantes. No obstante, se descubrió que más de la mitad de la plantilla de la SAAS la formaban exmiembros del EMP cuyo estatus, si civil o militar, no estaba claro, por no hablar de su expediente personal.

### Persecución de funcionarios de su Gobierno
Al inaugurarse la administración del presidente Óscar Berger, la plana mayor del Gobierno de Alfonso Portillo fue objeto de persecución señalada de haber promovido actos corruptos; el mismo expresidente Portillo, tras perder su inmunidad como diputado del Parlamento Centroamericano, escapó de Guatemala y se refugió en México. El exvicepresidente Juan Francisco Reyes pasó varios meses en la cárcel sindicado de intencionalidad de fraude contra el Estado y el exministro de Finanzas Públicas, Eduardo Weymann, fue encarcelado por firmar –cuando ya no era funcionario- unas actas que sustentaban una supuesta reunión de la Superintendencia de Administración Tributaria en la cual se habría decidido la transferencia de unos 30 millones de quetzales que fueron robados del erario. A la vez ocurrió una depuración de los órganos contralores del Estado: el fiscal general, Carlos de León, fue separado del cargo; el contralor general de Cuentas, Óscar Dubón Palma, fue capturado en Nicaragua tras un fallido escape y luego recibió condena por desviar fondos públicos para financiar las campañas de políticos opositores y, tras meses de permanecer escondido, el superintendente de Administración Tributaria, Marco Tulio Abadío, fue capturado y permanece en prisión a la espera del juicio público.
El 10 de mayo de 2004, Francisco Alvarado MacDonald se presentó al juzgado donde se ventila una de las denuncias en su contra. Tras ser indagado, se le dejó en prisión, con una fianza de ciento veintemil dólares; Alvarado MacDonald ingresó a la prisión donde ya estaban varios exfuncionarios del Gobierno, entre ellos, Eduardo Weymann, Byron Barrientos y Carlos Wohllers.

## Acusaciones y encarcelamiento
A Portillo se le acusó de peculado y de acuerdo con el tratado de extradición firmado con México el 7 de octubre de 2008, por medio de un avión de la P.G.R. mexicana, Alfonso Portillo fue enviado de regreso a Guatemala, para ser juzgado por los tribunales de justicia de ese país centroamericano. Portillo logró obtener libertad condicional, pero intentó huir a Belice y fue capturado en Izabal en enero de 2010. La CICIG (Comisión Internacional contra la Impunidad en Guatemala) estuvo adherida al proceso en su contra; de hecho, la CICIG fue respaldada por la Corte de Constitucionalidad de Guatemala para que fuera querellante adhesivo en el caso en su contra por el desfalco de 120 millones de quetzales al erario. Ahora bien, las pruebas que presentaron en su contra no fueron consideradas suficientes por el juez, quien lo declaró inocente de los delitos que se le señalaban.

### Acusaciones en Estados Unidos
El 25 de enero de 2010 el fiscal del condado de Nueva York, Estados Unidos, Cyrus Vance Jr. acusó formalmente al expresidente guatemalteco Alfonso Portillo de un delito de lavado de dinero, de hasta 200 millones de dólares, por lo que pidió su extradición a ese país.
«Se acusa a Alfonso Portillo de convertir la oficina de la Presidencia de Guatemala en su cajero automático personal», explicó el fiscal Preet Bharara, quien destacó, asimismo, que el expresidente traicionó «la confianza del pueblo de su nación» con la ejecución de varios sistemas con los que malversó millones de dólares.
Luego de evadir inicialmente a las autoridades, Portillo fue capturado el 26 de enero de 2010 en Punta de Palma, Izabal, cuando supuestamente se preparaba para huir por la Bahía de Amatique hacía Belice, lo cual está en entredicho pues era el lugar menos adecuado para ocultarse de la justicia estadounidense.
El expresidente Portillo por medio de la cadena de Radio Sonora 96.9 FM, denunció que la captura era parte de una conspiración de sectores poderosos a quienes no les agradaron las políticas durante su Gobierno.
Inicialmente fue recluido en el centro penitenciario de la zona 18 en la Ciudad de Guatemala. En el mes de febrero de 2010 fue trasladado a la cárcel de máxima seguridad Fraijanes 2, pero por orden de juez competente fue retornado al centro penitenciario preventivo de la zona 18. El día viernes 19 de febrero de 2010, y por razones de salud, lo trasladaron al Centro Médico Militar, donde permaneció por un tiempo, hasta que por orden de juez competente fue trasladado de regreso al preventivo de la zona 18. Se encontraba en una celda al lado del sector 12, conocido como el sector de los exfuncionarios.

### Suicidio de su primera esposa
El 18 de mayo de 2010, la primera esposa de Portillo ―María Eugenia Padua González― se suicidó en el estado mexicano de Guerrero. Padua, una catedrática universitaria de 46 años proveniente de una familia acaudalada, fue encontraba muerta en la sala de una casa en Chilpancingo, capital y municipio de ese estado, con un disparo en la cabeza y una pistola en la mano. Padua no residía en Chilpancingo pero había llegado a visitar a una hermana en los últimos días. Portillo hizo saber que estaba consternado y dolido por la muerte de su exesposa.

### Juicio en Guatemala por malversación de fondos
El lunes 9 de mayo de 2011, se dictó la sentencia en contra del expresidente en el tribunal undécimo, donde quedó absuelto junto a los otros dos implicados, Arévalo Lacs y Maza Castellanos, por falta de pruebas. El veredicto absolutorio de dos de los tres jueces que integraron el tribunal que juzgó al expresidente fue cuestionado por diversos sectores de la sociedad guatemalteca cuando se descubrió por medio de cámaras de vigilancia, que uno de los abogados defensores del exmandatario había sostenido pláticas con el esposo de una de las jueces que absolvió a Portillo. El Ministerio Público dijo no estar de acuerdo con la decisión del tribunal y anunció planes para apelar el fallo, pero la apelación no prosperó.
El viernes 26 de agosto de 2011, la Corte Constitucional de la República dictaminó que debía ser extraditado a los Estados Unidos para que se defienda de cargos de lavado de dinero.

### Extradición a Estados Unidos, encarcelamiento
El viernes 24 de mayo de 2013, fue extraditado a los Estados Unidos. y el martes 18 de marzo de 2014, el expresidente Portillo reconoció su culpabilidad en una comparecencia ante el juez federal James Patterson logrando así utilizar el sistema judicial estadounidense a su favor para que le fuera impuesta una pena mínima de apenas un año de prisión.

## Retorno a Guatemala tras cumplir condena

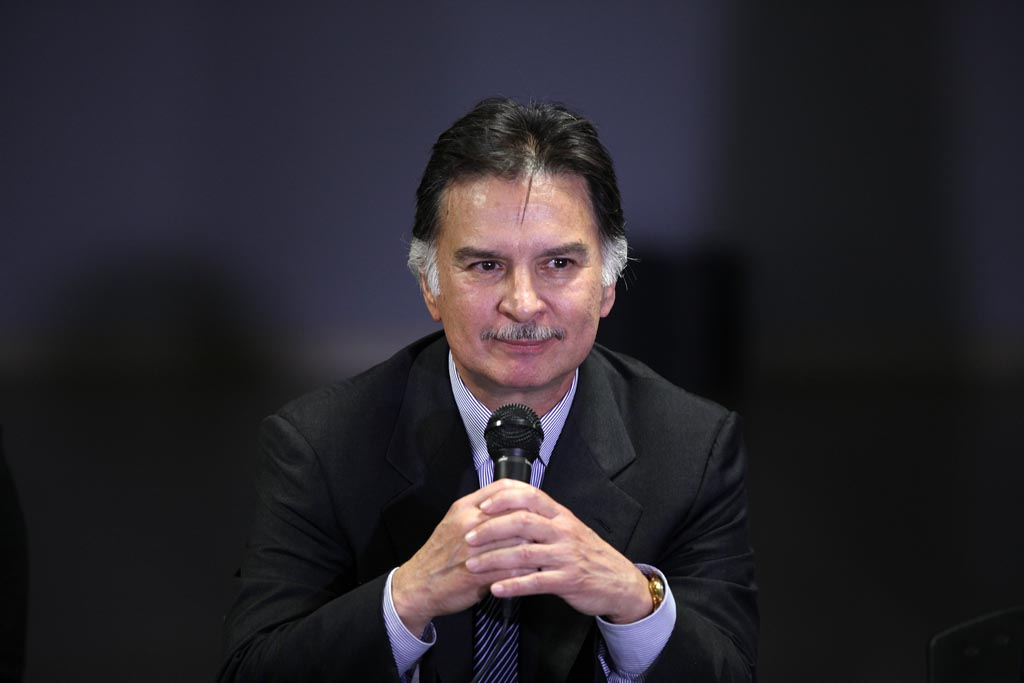
Alfonso Portillo en 2015 después de su retorno a Guatemala

Portillo regresó a Guatemala el miércoles 25 de febrero de 2015 a Guatemala tras cumplir su condena de cárcel por delito de confabulación para lavar dinero; fue liberado de la prisión de Englewood en Denver, Colorado y fue recibido por sus partidarios en el Aeropuerto Internacional La Aurora. Posteriormente, desestimó participar en las elecciones del 6 de septiembre de 2015 junto con Alejandro Sinibaldi, luego de que este renunciara a la candidatura del Partido Patriota en abril de 2015 tras el desmantelamiento de la red de corrupción aduanera de «La Línea».

### Niegan su inscripción como candidato a diputado
En mayo de 2015 se hizo público que Portillo participaría como candidato a diputado por el listado nacional del partido TODOS, el cual postuló como presidenciable a Lizardo Sosa. Portillo presentó su expediente al registro de ciudadanos del Tribunal Supremo Electoral para que fuera inscrito como candidato a diputado al Congreso por el partido TODOS. Sin embargo, el TSE le denegó la inscripción en primera instancia argumentando el artículo 113 de la Constitución Política de la República que indica que «los guatemaltecos tienen derecho a optar a empleos o cargos públicos y para su otorgamiento no se atenderá más que a razones fundadas en méritos de capacidad, idoneidad y honradez». El Registro de Ciudadanos del TSE también negó la inscripción otras quince personas interesadas en ser candidatos a diputados.